# Asociación Shams
Shams es una asociación tunecina por la defensa de los derechos de las personas LGBT fundada en 2015.

## Nombre y logo
Su nombre, que significa «sol» en árabe, también se refiere al místico chií sufí Shams Tabrizi (Shamseddīn Tabrīzī) que habría tenido una relación amorosa con el poeta Rumi; su logotipo representa dos derviches giradores en plena danza.

## Historia
La asociación Shams trabaja para la derogación del artículo 230 del código penal de Túnez, que castiga la sodomía con tres años de prisión. También lucha por la prevención del VIH, la prevención del suicidio entre personas LGBT y la abolición de cualquier discriminación contra las minorías sexuales.
Empezó como una iniciativa en Facebook, y obtuvo su licencia de actividad el 17 de mayo de 2015, siendo la primera organización por la defensa de los derechos LGBT en el registro de asociaciones tunecinas. Desde el principio, ha recibido amenazas de forma regular.
En enero de 2016, un tribunal de primera instancia ordenó a la asociación Shams suspender sus actividades durante 30 días después de que el encargado de lo contencioso le presentara una denuncia por «desviarse de sus estatutos». El ambiente era tenso; recientemente, seis estudiantes de Kairouan habían sido condenados por prácticas homosexuales. Al cabo de un mes, los tribunales dictaminaron que la asociación podría reanudar sus actividades. En febrero de 2020, el Tribunal de Casación rechazó la solicitud de cerrar la asociación.
En 2017, la asociación produjo un documental, En el país de la democracia naciente (Au pays de la démocratie naissante), que describe la precaria situación de las minorías sexuales en Túnez. El documental se difundió a través de YouTube y se presentó en diversos festivales internacionales de cine, así como en una conferencia internacional de personas LGBT francófonas que tuvo lugar en Montreal en el verano de 2017.

## Comunicación
A lo largo de 2017, la asociación diversificó sus actividades y en abril empezó a publicar una revista en línea, Shams Mag. La revista se publica en tres idiomas (árabe, francés e inglés) y ofrece secciones sobre salud, sociedad y sexualidad. Los artículos se publican bajo seudónimo con el fin de preservar la vida privada de sus autores., la asociación ha recibido amenazas regularmente desde su creación.
El 18 de diciembre, Shams lanzó su emisora de radio web, Shams Rad. La emisora, que transmite diariamente de las 8 de la mañana a medianoche, transmite música, análisis políticos, testimonios, noticias sociales y culturales, así como noticias y análisis sobre la vida de las mujeres y de las minorías sexuales. Entre los participantes se encuentran el presidente de Shams y cinco presentadores, incluida Amina Sboui, una exactivista de Femen. Tras el anuncio del lanzamiento de la emisora de radio el 11 de diciembre, el director recibió una ola de amenazas de muerte. La radio también tuvo que enfrentarse a una demanda presentada por el Consejo Nacional de Imanes y Administradores de las Mezquitas.

## Reconocimiento
En 2017, la asociación recibió una medalla de la ciudad de París.

## Shams-France
El 14 de junio de 2016, se creó la asociación Shams-France, basada en el modelo de esta asociación, para ayudar a la comunidad homosexual magrebí residente en Francia.